# Битва под Баром (апрель 1920)
Битва под городом Бар произошла 27 апреля 1920 года между польским 52-м пехотным полком, 12-й пехотной дивизией и советской 45-й стрелковой дивизией.

## Предыстория

### Начало советско-польской войны
Поражение Германской империи в первой мировой войне привело к подписанию Компьенского перемирия, которое предусматривало вывод немецких войск с оккупированных территорий, итогом которого стало восстановление независимости Польши 11 ноября 1918 года. 17 ноября 1918 года РККА начала продвигаться вслед за эвакуировавшимися германскими войсками. 16 февраля власти Белорусской ССР предложили польскому правительству определить границы, но польское правительство проигнорировало предложение. В польском политическом обществе была популярной идея об возвращении восточных земель бывшей Речи посполитой. Под влиянием этих идей было подготовлено и осуществлено наступление польских войск на Белоруссию в 1919 году, что де-факто привело к началу советско-польской войны.

#### Польское наступление
25 апреля началось польское наступление на Украину. Подготовленные на фронте от села Старой Ушице на реке Днестр до реки Припять, три польских армии атаковали по всей протяженности украинской границы. С советской стороны оборонялись советская 12-я армия под командованием Серге́я Межени́нова и 14-я армия под командованием Иерони́ма Уборе́вича, которые имели семь стрелковых и одну кавалерийскую дивизию.
Главный удар нанесла 3-я армия Юзефа Пилсудского. Она выделила из своих сил оперативную группу генерала Эдварда Ридза-Смиглого, которые наступали по обе стороны дороги Звягель - Житомир и продвигались в Киев на фронте шириной 60 км. К югу от оперативной группы 2-я армия Смиглого под руководством генерала Антония Листовского. Эта армия наступала в общем направлении на Бердичев и Самгородок.
6-й армии под командованием генерала Вацлава Ивашкевича-Рудошанского была поставлена задача разгромить вражеские силы, сгруппированные вдоль железнодорожной линии Бар - Жмеринка. На Бар двинулась 12-я пехотная дивизия под командованием полковника Мариана Жегота-Янушайтиса, усиленная группой под командованием Леона Силицкого в составе 38-го пехотного полка и 4-го Подгальского стрелкового полка.

## Бои под Баром

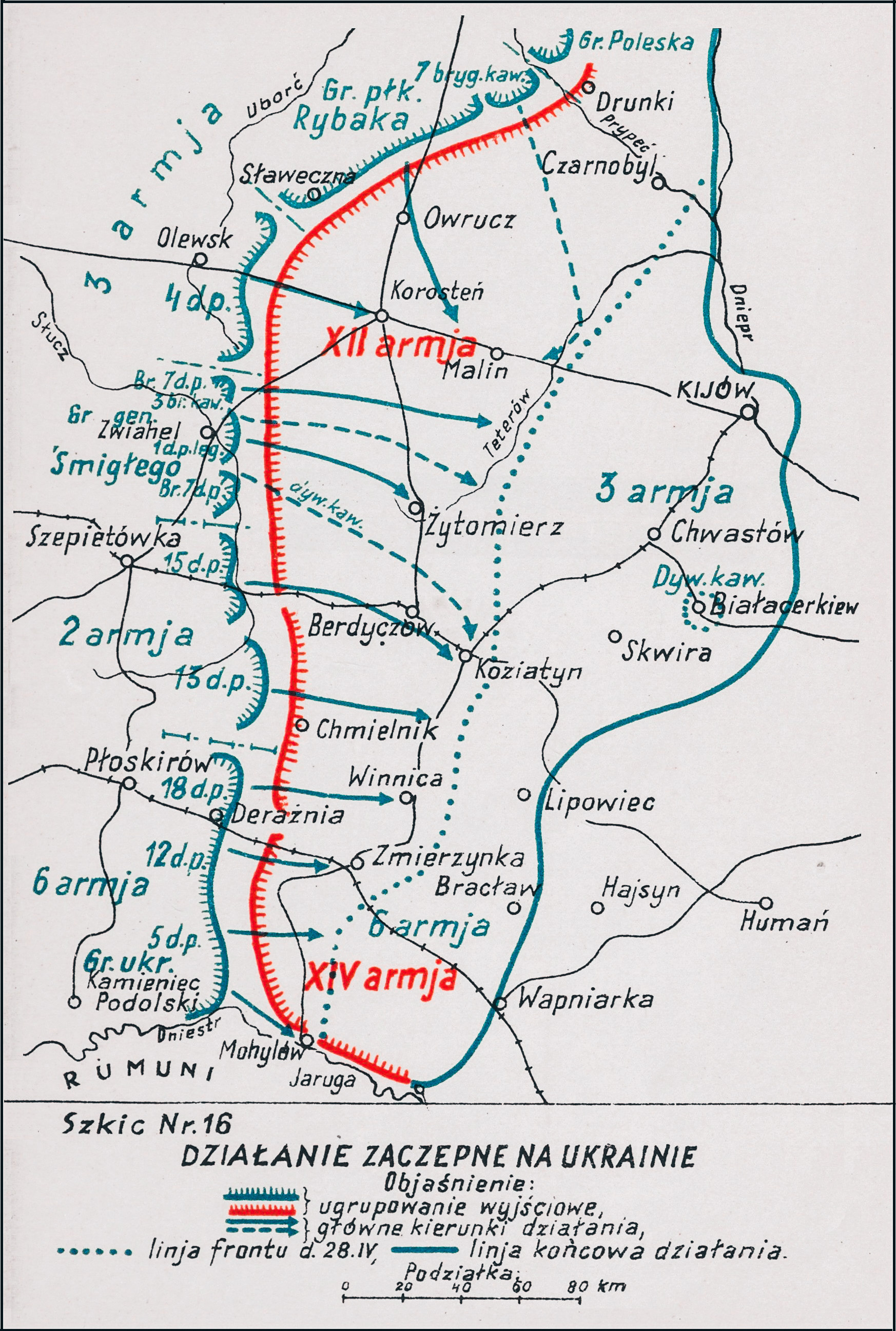
Адам Пржибыльский. Польская война 1918—1921

Район Бара обороняла советская 45-я стрелковая дивизия с украинскими 3-й и 2-й Сечевыми стрелковыми бригадами на ее флангах. Местность благоприятствовала защитникам. Две дороги вели с запада через болота к двум мостам через реку Ров перед Баром. Оба моста и сам город заняла стрелковая бригада, усиленная тремя артиллерийскими батареями. 25 апреля польская 12-я пехотная дивизия прорвала советский фронт в районе села Бучни. Однако группа полковника Леона Силицкого была остановлена возле села Васютинцев и не успела обойти Бар с северо-востока. Поэтому командир дивизии полковник Мариан Жегота-Янушайтис решил начать фронтальное наступление и направил в Бар 52-й пехотный полк, усиленный 3-м дивизионом 12-го полка полевой артиллерии. Командир 52-го пехотного полка капитан Петр Кончиц решил начать ночную атаку. 6-я и 8-я роты должны были наступать на западный мост взводом саперов и взводом пехотных пушек под общим командованием поручика Яна Витовского, а с восточной стороны 5-я и 7-я роты с пулеметным взводом 2-го подпоручника Томасика под общим руководством лейтенанта Дыбы. 27 апреля около 0:30 после короткой артиллерийской подготовки роты начали атаку. 6 рота, подпоручика Марцина Навроцкого, подкрепленная саперами, подошла к самому мосту. Несмотря на сильный удар советских пулеметов, мост удалось захватить, но наступать дальше было бесмысленно. Для усиления атаки в бой вступило 8 рот. В результате кровопролитных и упорных боев первой группе удалось войти в город.
Одновременно 7-я рота 2-го лейтенант Будрика штурмовала восточный мост, а пятая рота несколько раз пыталась наступать на город. В этой ситуации командир группы лейтенант Дыба отдал приказ о повторной подготовке штурма с использованием гранатометного огня. В штыковом бою с использованием ручных гранат наконец-то удалось перейти мост. Утром начались затяжные уличные бои, за каждый дом, которые продолжались до обеда. Во второй половине дня части 45-й стрелковой дивизии РККА отступили из города. Город был полностью захвачен польской армией.

## Последующие события
Установления контроля над Баром позволило польской армии быстро продвигаться дальше и ненадолго захватить Киев. Однако уже 24 июня 1920 года поляки отступили из Бара под натиском частей РККА. Неудачи польской армии привели к новым военным операциям РККА, которые чуть не кончились поражением Польши в войне.